# Kostel svatého Vojtěcha (Račetice)
Kostel svatého Vojtěcha v Račeticích je rokokovou sakrální stavbou z roku 1770, stojí na návsi. Svými rozměry odpovídá spíše kapli, avšak katalog litoměřické diecéze stavbu chápe z liturgického hlediska jako filiální kostel.

## Architektura
Stavba je obdélného půdorysu s trojbokým závěrem na východě. Má dvě kasulová okna a tabulový štít na západě. Uvnitř je plochý strop. Interiér je vybaven původním výklenkovým oltářem se sochou svatého Vojtěcha, který opisuje tvar niky. Dále jsou zde dvě původní sochy, Panna Marie a Ecce homo, pocházející z 2. poloviny 18. století.